# Equip de respiració autònom

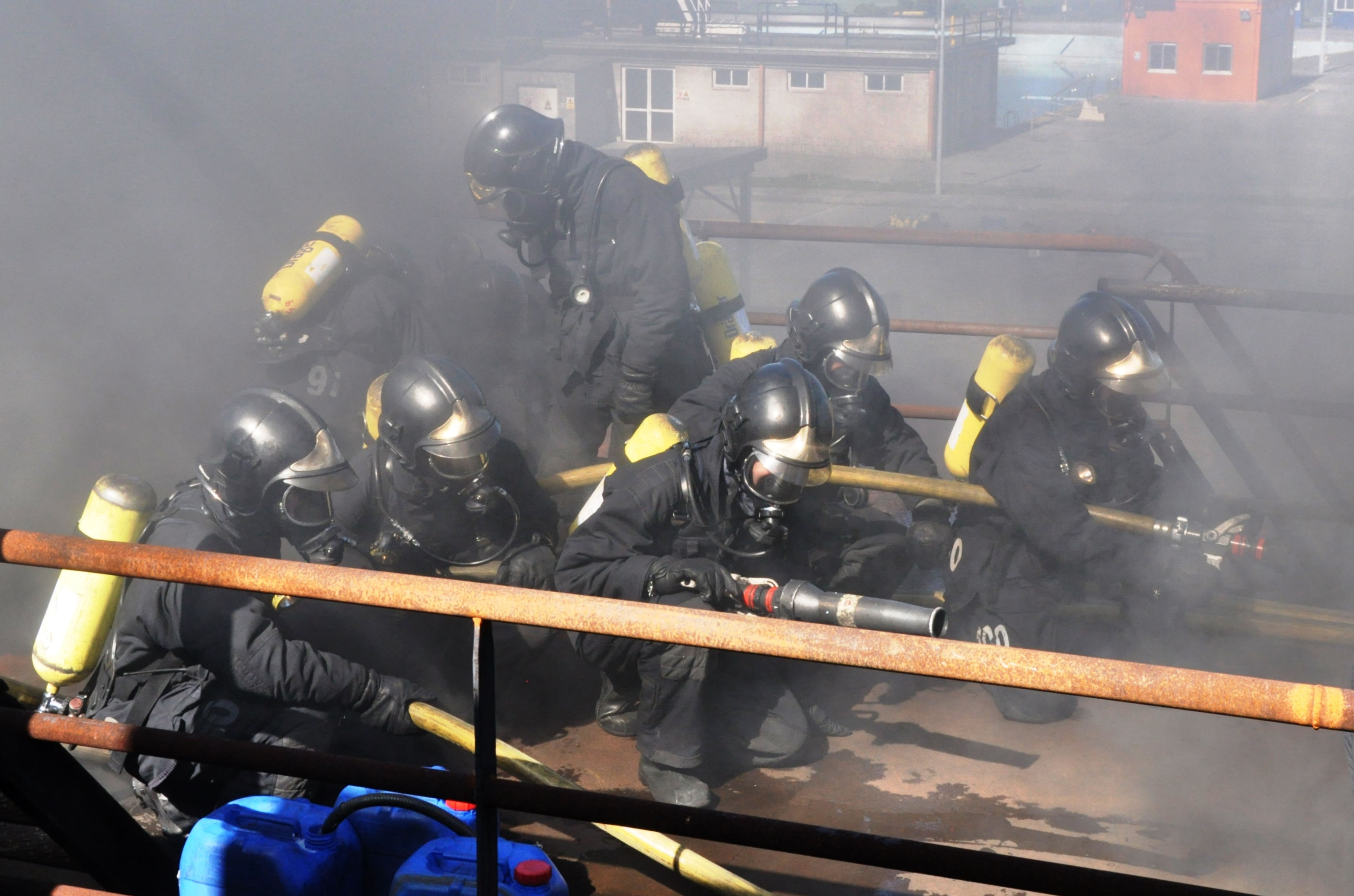
Pràctiques d'extinció d'incendis amb ERA

Un equip de respiració autònom (ERA), anomenat col·loquialment aparell respiratori, és un equip de protecció respiratòria utilitzat en treballs en atmosferes amb nivell reduït d'oxigen, o presència de gasos tòxics, típicament emprat pels bombers, equips de rescat o personal de la indústria. S'anomena autònom perquè incorpora una font subministradora d'aire, i no depèn d'un subministrament remot (a través d'un tub), que és el cas de l'equip de respiració semiautònom. Pot ser de circuit tancat o de circuit obert.

## ERA de circuit tancat

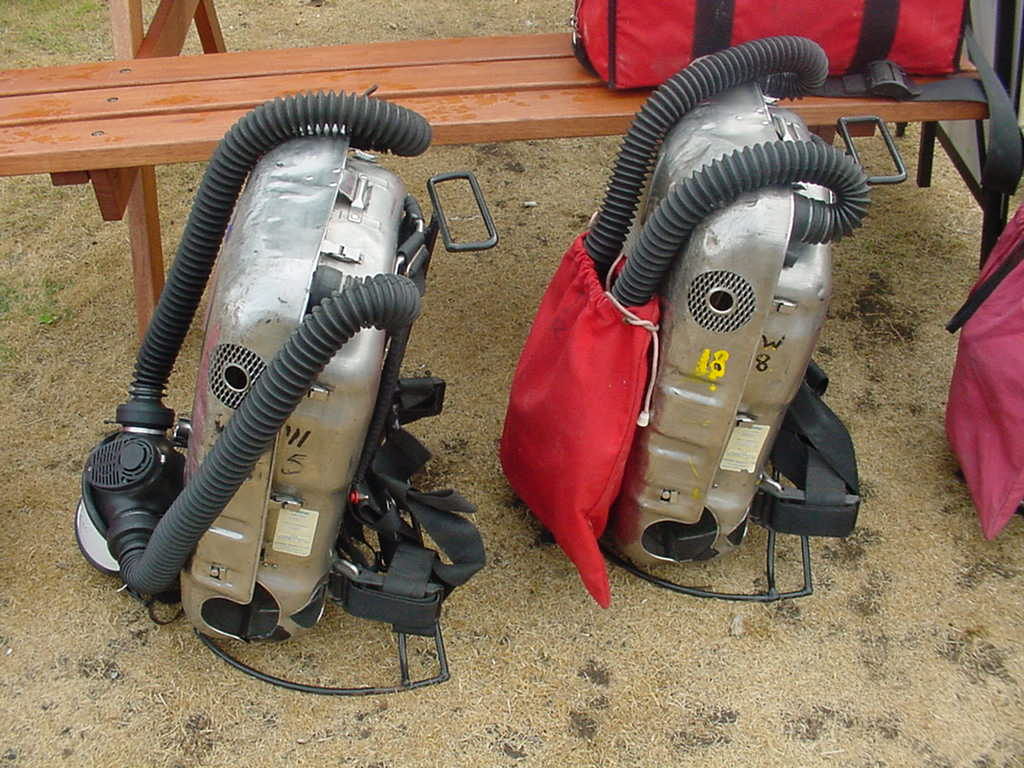
Equips de circuit tancat

Els equips de circuit tancat permeten respirar el mateix aire de forma contínua mitjançant uns filtres químics i ampolles d'oxigen que extreuen el CO2 i la humitat generada en la respiració, i afegeixen oxigen perquè torni a ser respirable. Aquests equips s'empren en rescat en mines, túnels de gran longitud, o actuacions de llarga durada. L'aportació d'aire és contínua i tenen una autonomia de 2 a 4 hores, segons el model. L'inconvenient que tenen és que en utilitzar sempre el mateix aire, es va escalfant i augmentant la humitat. Hi ha dos tipus:
- Regeneradors: l'aire exhalat passa a través d'un cartutx de calç sodada, retenint part del CO2 i una ampolla d'oxigen pur enriqueix l'aire tornant-lo respirable.

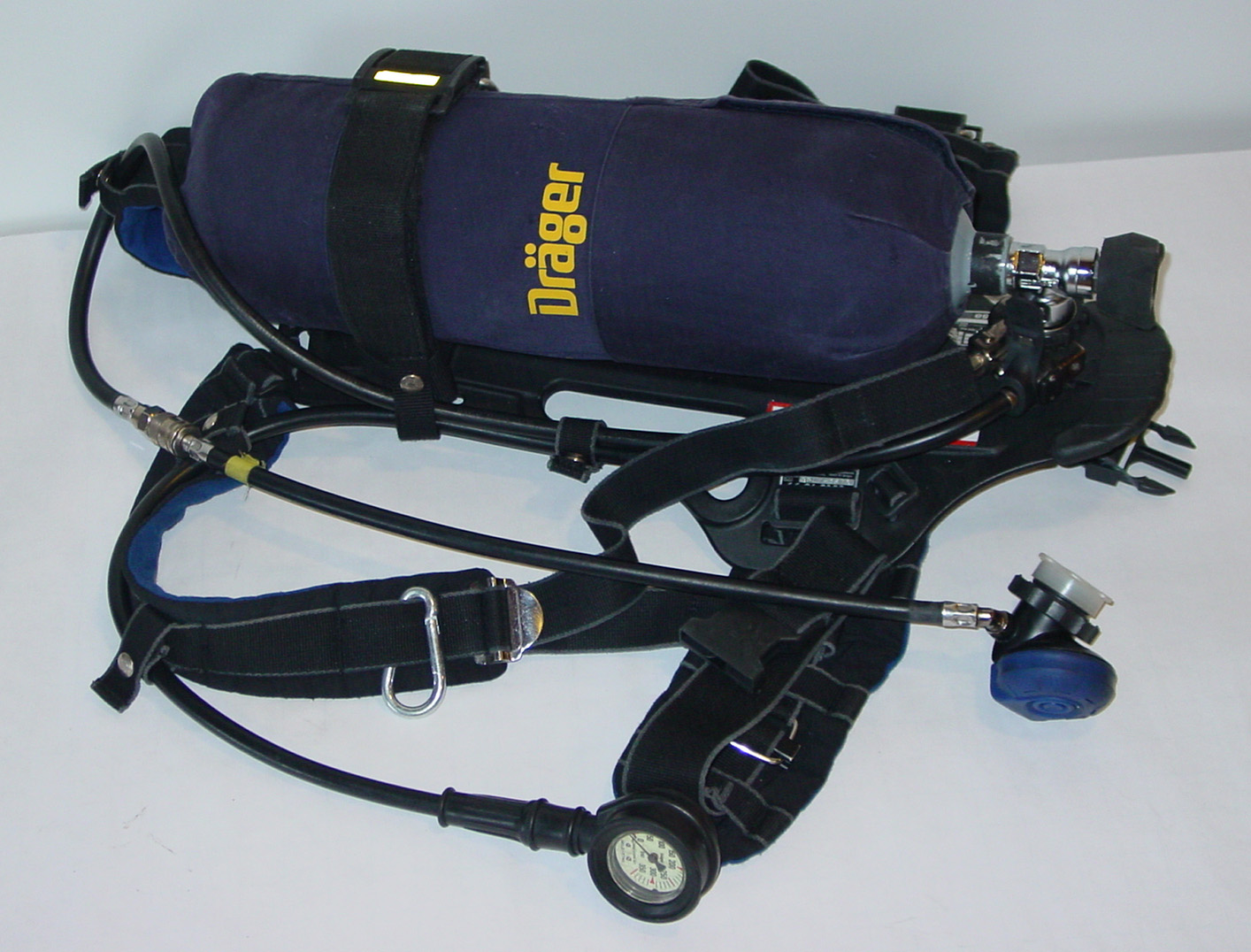
ERA amb manòmetre

- Autogeneradors: l'aire exhalat passa a través de cartutxos que contenen hiperòxid de potassi, aquest compost reacciona amb la humitat i el CO2 transformant aquest darrer en oxigen.

## ERA de circuit obert
En l'equip de circuit obert, el més utilitzat, l'aire que s'inhala prové d’una botella d'aire comprimit que el propi usuari transporta, i en ser exhalat, s'allibera a l'atmosfera exterior. Normalment, aquests equips compten amb dos reguladors que redueixen la pressió en dues etapes: de l'alta pressió a la qual surt l'aire de l'ampolla a la mitja pressió en una conducció fins a la màscara; i un segon regulador, o pulmó automàtic, que redueix la pressió a la baixa perquè l'aire ja pugui ser respirat.
Els principals components d'un equip de respiració autònom són:

### Botella

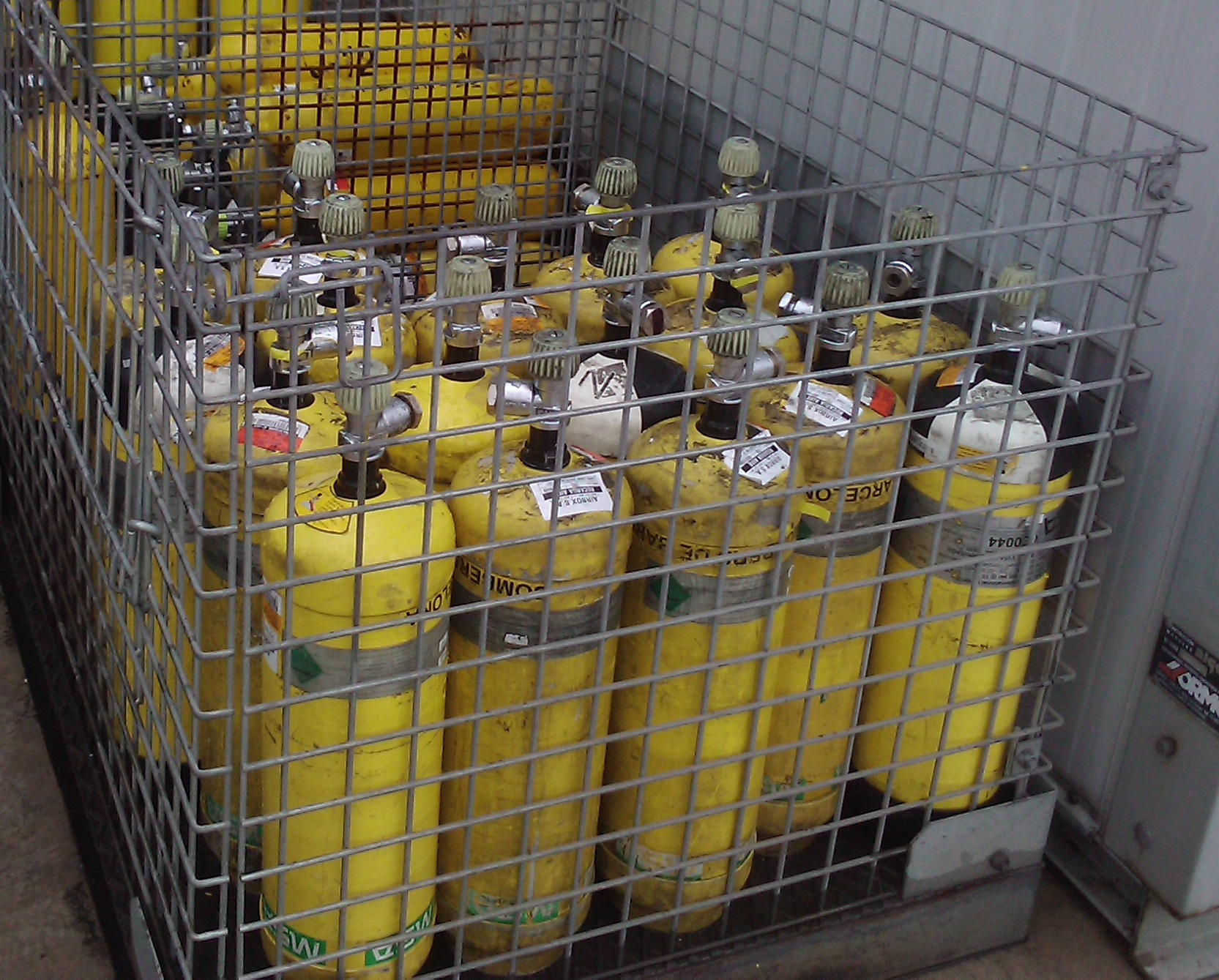
Botelles d'aire comprimit.

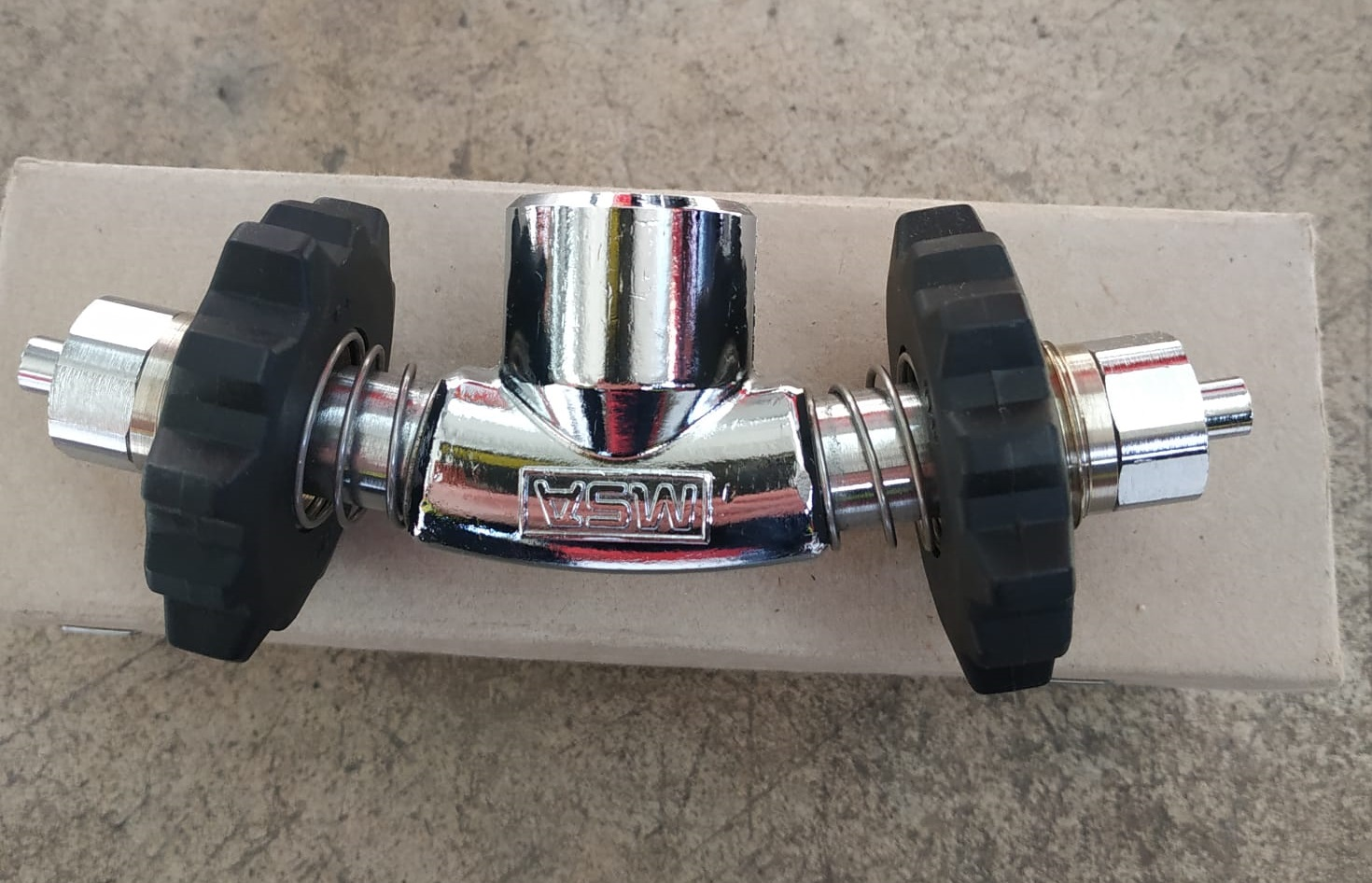
Connector bibotella

L'aire que respira l'usuari prové d'una botella d'aire comprimit, a 200 ó 300 bar de pressió. Pot ser d'acer (més resistent), d'alumini, o de fibra de carboni o compòsit (més lleugera). La botella d'acer sol ser de 6 litres i la de compòsit de 6,8 litres. L'autonomia de l'equip ve determinada per dos factors:
- La capacitat de l'ampolla, que es calcula multiplicant el volum de l'ampolla per la pressió a la què es troba l'aire. Per exemple, una ampolla de 6 litres d'aire a 300 atmosferes de pressió conté 1.800 litres d'aire.[3]
- El consum d'aire de l'usuari, que depèn de la seva condició física i de l'esforç que realitzi. Es considera que el consum mitjà amb un esforç normal és de 40 l/min, però amb un esforç especial, com pot ser rescatant una persona, el consum mitjà es pot doblar o inclús més.[4]

En funció d'aquest dos factors, l'autonomia de l'equip pot variar des de 10 minuts fins a 45 minuts. El càlcul del temps d'autonomia d'una ampolla de 6 litres d'aire a 300 atm, amb un esforç normal, inclosa la reserva d'aire, seria: 1.800 l {\displaystyle \div } 40 l/min = 45 min.

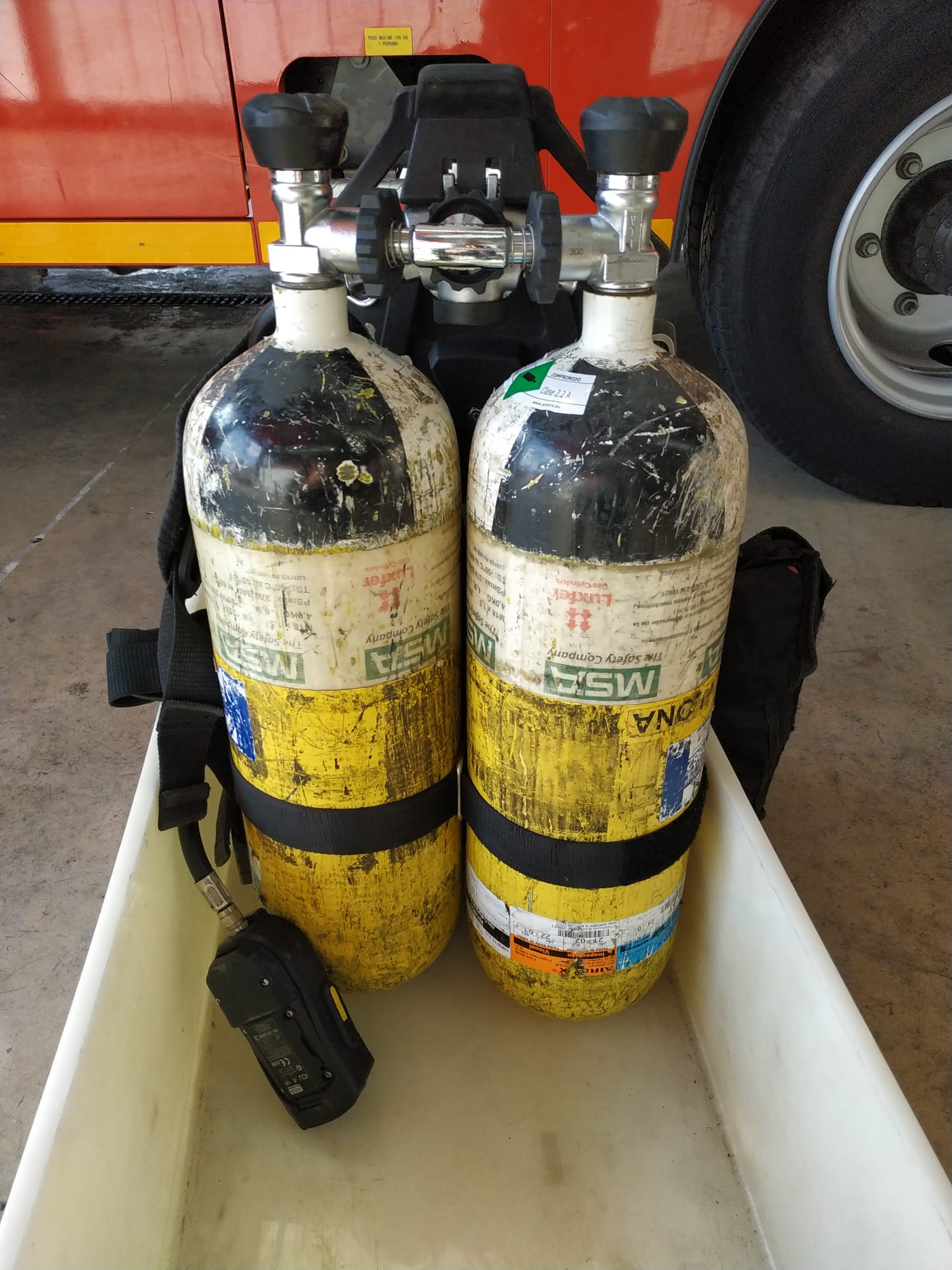
Equip bibotella

Alguns equips permeten, mitjançant un connector en forma de 'Y', col·locar 2 botelles, convertint l'equip en bibotella, cosa que duplica la capacitat d'aire.
Les botelles es recarreguen amb aire filtrat mitjançant compressors. L’aire comprimit amb el qual es carreguen les ampolles ha d’estar filtrat per a evitar el risc de contaminació o enverinament de la persona que el respira.

### Espatllera
L'espatllera amb la seva guarnició facilita el transport de tots els elements de l'ERA i reparteix el pes del dispositiu sobre les espatlles i els malucs de l'usuari. Està fabricada en plàstics d'alta resistència i té forma ergonòmica perquè s'adapti a la curvatura de l'esquena reduint la fatiga del que la porta.

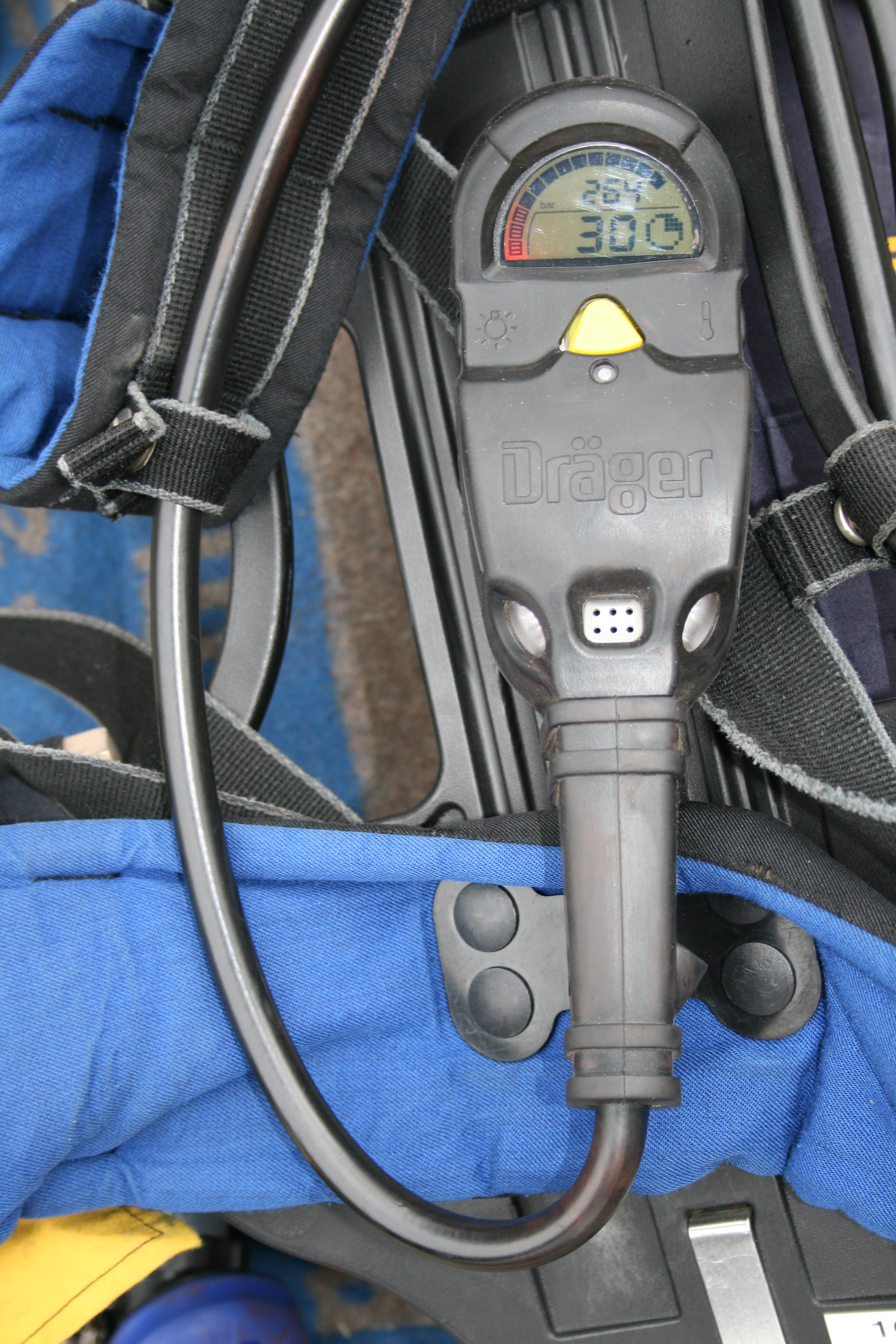
Unitat de Control Integral

### Sistema pneumàtic
Els sistema pneumàtic, subjectat a l'espatllera, treu l'aire de la botella, redueix la seva pressió i l'entrega a través de la vàlvula a demanda a la màscara que porta l'usuari. Els elements del sistema pneumàtic són:
- maneguets: hi ha dos tipus, un d'alta pressió que porta l'aire de l'entrada del reductor al manòmetre i l'alarma, i el de mitja pressió que surt del reductor cap a la vàlvula a demanda.[1]
- reductor: és la primera etapa, encarregada de reduir la pressió de l'aire que prové de la botella, a una pressió entre 6 i 10 bar. Està format per un pistó i una molla tarada, Aquest reductor ha de ser doble i en cas de fallada del primer el segon entra en funcionament automàticament i activa l'indicador d'alarma.[1]
- manòmetre-unitat de control integral: l'equip disposa d'un manòmetre que indica la pressió disponible. Quan la pressió baixa de 55 bar emet un senyal d'alarma.[5] Actualment el manòmetre s'acostuma a substituir per una Unitat de Control Integral (ICU), també anomenat 'bodyguard', que controla de forma contínua la pressió, la temperatura, el temps restant de servei, i l'alarma d'immobilitat que s'activa si l’usuari resta immòbil 15 segons.[7][8]
- pulmó o vàlvula a demanda: és la segona etapa, permet que l’aire de la màscara se subministri de dues maneres:[3]
  - A demanda: l'usuari ha d’aspirar, creant una pressió negativa, perquè se subministri l'aire.
  - De pressió positiva: subministra un flux continu d’aire amb una pressió lleugerament superior a la de l’atmosfera, que impedeix que puguin entrar gasos nocius de l'exterior gràcies a que la pressió de l’interior de la màscara és superior.

### Màscara
La màscara o careta és l'element que es col·loca sobre la cara de l'usuari de l'ERA. S'ha d'ajustar correctament a la cara evitant la fuita d'aire de l'interior de la cara, per això és recomanable l'ús de la talla correcta, l'ajustament de la guarnició i que l'usuari no porti barba.

### Caputxa d'evacuació

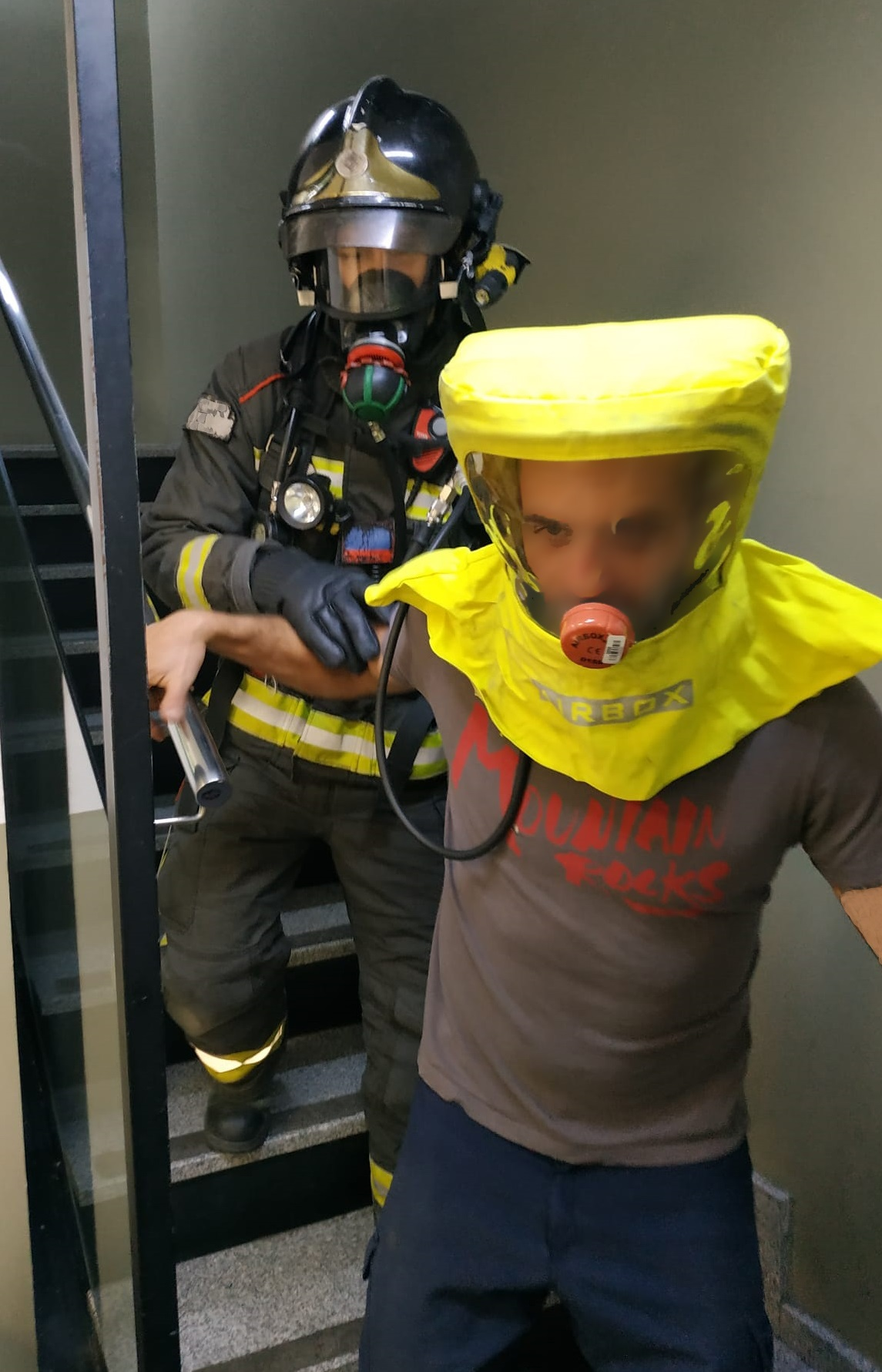
Evacuació amb caputxa.

La caputxa d'evacuació, o caputxa de salvament, és un dispositiu que s'acobla a la segona sortida de l'etapa de mitja pressió de l'ERA, i permet evacuar a persones a través del fum amb l'aire de l'equip del bomber.

## Normativa
UNE-EN 137:2007 Equips de protecció respiratòria. Equips de respiració autònoms de circuit obert d'aire comprimit amb màscara completa. Requisits, assaigs, marcat.
UNE-EN 136/AC:2004 Equips de protecció respiratòria. Màscares completes. Requisits, assaigs, marcat.
UNE-EN 12021:2014 Equips de protecció respiratòria. Aire comprimit per a equips de protecció respiratòria aïllants.